# ریکاردو کانالز
ریکاردو کانالز (اسپانیایی: Ricardo Canales‎؛ زادهٔ ۳۰ مهٔ ۱۹۸۲) یک بازیکن فوتبال اهل هندوراس است.
وی همچنین در تیم ملی فوتبال هندوراس بازی کرده‌است